# ウォール・オブ・サウンド
ウォール・オブ・サウンド（Wall of Sound、音の壁）は、アメリカ合衆国の音楽プロデューサーフィル・スペクターが1960年代前半に開発した、音圧を上げるための音楽制作手法またはそれによる音楽作品。各パートが分離せずにまとまった力強い音は、後の音楽シーンに多大なる影響を与えた。狭義ではスペクター作品のみ、広義では影響を受けた作品を含む。フィル・スペクターの黄金期の作品では単なる多重録音ではなく、大量の楽器や演奏者をスタジオに集めてモノラルで1発録音する手法を取っていた。

## 代表的な作品
- クリスタルズ 「ダ・ドゥ・ロン・ロン（英語版）」（1963年 全米3位）
- ロネッツ 「ビー・マイ・ベイビー」（1963年 全米2位）
- ライチャス・ブラザーズ 「ふられた気持」（1964年 全米1位）

## 影響を受けた人物
- ブライアン・ウィルソン 1966年のビーチ・ボーイズのアルバム『ペット・サウンズ』に顕著
- ジョン・レノン
- ジョージ・ハリスン 1970年のアルバム『オール・シングス・マスト・パス』に顕著
- ブルース・スプリングスティーン
- ジェフ・リン
- ロイ・ウッド
- 朝妻一郎
- 加藤和彦
- 大瀧詠一
- 山下達郎
- 鮎川誠（シーナ&ロケッツ）
- 佐野元春
- 岩﨑元是